# كريستيان ميلن
كريستيان ميلن (بالإنجليزية: Christian Milne)‏ (15 مايو 1773، إنفرنيس في المملكة المتحدة - 1816، اسكتلندا في المملكة المتحدة)؛ كاتِبة وشاعرة بريطانية.